# Sonia Jain
Sonia Jain (19 d'octubre 1986, Delhi, Índia) és una motociclista de competició i pilot de llarga distància.
Després de la seva formació, va participar i guanyar The India Bike Rally (2009) organitzat per Yamaha i BIGADDA, cosa que li va valer l'accés a una motocicleta. El ral·li va cobrir 10 000 km, 17 estats i 67 ciutats en 33 dies. Després va participar al Yamaha SZ Tour de 2010, una altra prova disputada a l'Índia durant 33 dies amb un recorregut total de 8 000 km. Va recórrer en motocicleta Delhi, Uttar Pradesh, Rajasthan, Gujarat, Madhya Pradesh, Maharashtra, Goa, Orissa, Chhattisgarh, Bengala Occidental, Jharkhand, Tamil Nadu, Karnataka i Andhra Pradesh. L'any 2016 va pilotar una motocicleta vintage Indian Chief en un viatge de 1883 km des de Delhi fins a Goa en la celebració de la Setmana de la Motocicleta de l'Índia.
L'agost de 2018, Jain es va embarcar en un viatge internacional de 5 000 km des de Delhi fins a Bangkok i Tailàndia via Myanmar. Aquest viatge fou inaugurat per l'actor Milind Soman el Dia de la Independència de l'Índia."La idea no és només fer un viatge en motocicleta, sinó també documentar la diversitat de les cultures i les persones dels tres països. Estem coneixent els habitants locals de totes les ciutats que visitem, documentant històries, recopilant anècdotes i contes locals, i portant un missatge d'harmonia cultural", ha dit Jain.
El gener de 2017, Sonia Jain registra el seu nom en el Limca Book of records i en l'India Book of records per ser la primera dona en pilotar 100 models diferents de motocicletes, el major registre de l'Índia a data d'agost de 2016. Les motocicletes anaven des d'una Sunny de 60 cc i 63 kg fins a una Indian Road master de 1811 cc i 360 kg, juntament amb motocicletes vintage com Ariel, BMW R69, Rajdoot GTS 175/ Bobby i Triumph 1942 3HW.
El juny de 2017, Jain recorre Uttarakhand en una Triumph Bonneville T100 durant 5 dies. El viatge va cobrir 1400 km, començant a Delhi i finalitzant a Mana, l'últim poble de l'Índia en la frontera xinesa, via Haridwar, Rishikesh i Badrinath. El maig de 2017, Jain va participar en el reality show d'aventura The Real High on Arre basat en un viatge realitzat per Arunachal Pradesh durant 10 dies. En aquest programa es guiava els participants per tal de posar-los a provar sota dures condicions, i treure l'aventurer que portaven dins.
El novembre de 2016, Jain travessa el Rajasthan en una motocicleta Triumph Tiger de 800 cc. recorrent 1900 km durant 6 dies. Aquest recorregut buscava mostrar l'estat del Rajasthan a través dels ulls d'una pilot femenina que en capturés en xarxes socials la cultura, les tradicions, el menjar, les persones, els paisatges i els llocs històrics. Alguns dels llocs notables que Jain ha visitat inclouen Pushkar, Jodhpur, Jaisalmer, Longewala, Bikaner i Jaipur.
Des del 14 d'agost fins al 3 de setembre 2016, Jain va participar en el reality show de la MTV Chase The Monsoon, en la seva 4a temporada. Com a part de l'equip #ChaseHorror, Sonia Jain juntament amb Michael Oliveria van pilotar durant 21 dies els 3000 km que hi ha entre Simla, a Himachal Pradesh i Ootacamund, a Tamil Nadu. Van haver de recórrer en motocicleta a través de llocs encantats i passar-hi la nit per completar les seves tasques a través de Shimla, Delhi, Bhangarh Fort, Jaipur, Bhilwara, Palanpur, Mehsana, Ahmedabad, Bombai, Goa, Mangalore i Ootacamund.
El maig de 2016, Jain va treballar en un projecte de vídeo-sèrie 0-100 Motorcycles amb xBHP, en el qual va pilotar 100 motocicletes diferents que són icones úniques, històriques i rares per tot el país. L'objectiu és posar en contacte els entusiastes de les motocicletes amb aquestes màquines, proporcionant informació sobre la història de la motocicleta, les seves especificacions o les característiques de conducció.
El maig de 2012, Jain era l'única entrenadora índia femenina de l'Acadèmia de Motociclisme de Yamaha i, com a part del Yamaha Female Riding Training Program (YFRT; en català, Programa d'Entrenament de Yamaha per a Pilots Femenines), ha animat i entrenat pilots femenines en habilitats bàsiques de pilotatge, regles de pilotatge i tècniques de seguretat. El programa entrena noies joves per pilotar motocicletes i ciclomotors, en sessions de 80 noies cada dia, 10 cops al mes. A més de pilotar, des de 2009 té altres interessos com viatjar, bàsquet, córrer i el ciclisme. Jain també ha participat en la Mission Arctic Challenge de National Geographic Channel (2012).

## Carrera i vida personal
Sonia Jain va realitzar la seva formació a l'Apeejay School de Sheikh Sarai, on va cursar el Batxillerat de Lletres en anglès (amb honors), a l'Indraprastha College de la Universitat de Delhi (2007) i un Màster en Comunicació i Periodisme a l'Amity University de Noida (2009). La seva primera feina fou a Bloomberg UTV, abans de fer una passantia a ESPN. Va treballar amb Yamaha India com a Directora de Màrqueting d'Esports de Motor entre 2012 i 2014. Més endavant, Jain va treballar com a professional de màrqueting amb Radio Mirchi (2014) i des de 2015 Jain està compatibilitzant la seva carrera esportiva amb projectes empresarials.
Jain participa en diversos fòrums que creen consciència sobre l'empoderament de les dones a l'Índia. Diu que les dones i els homes són iguals entre ells, i que és necessari parlar-ne i fer-ho visible amb accions per canviar la mentalitat de tothom vers les dones. Jain té dues germanes grans i un germà més petit, i viu a Delhi amb els seus pares.